# 实践派
实践派是一个马克思主义人文主义哲学学派，其成员受到了西方马克思主义的影响。该学派于20世纪60年代起源自南斯拉夫萨格勒布，知名成员有萨格勒布的加约·彼得洛维奇、米兰·坎格尔加，贝尔格莱德的米哈伊洛·马尔科维奇，以及普雷德拉格·弗兰尼茨基、斯维多扎尔·斯托扬诺维奇等。1964年至1974年，他们出版了马克思主义刊物《实践》，是当时知名的马克思主义理论刊物。该团体还在科尔丘拉岛上组织了“科尔丘拉暑期学校”。